# آستینبرگ، اوهایو
آستینبرگ، اوهایو (انگلیسی: Austinburg, Ohio) یک حوزه سرشماری در شهرستان آشتابولا، اوهایو که در اوهایو ایالات متحده آمریکا قرار دارد. شماره زیپ‌کد اداره پست۴۴۰۱۰ است و موقعیت آن بین دو شاهراه ۴۵ و ۳۰۷ قرار دارد. بر اساس سرشماری سال ۲۰۱۰ جمعیت آن ۵۱۶ نفر بود، که این تعداد سوای جمعیت ۲۱۹۷ نفر شهرستان آستینبرگ است.